# 松平定賢
松平 定賢（まつだいら さだよし）は、江戸時代中期の大名。通称は左門。越後国高田藩5代藩主、陸奥国白河藩初代藩主。定綱系久松松平家7代。官位は従四位下・越中守。

## 略歴
陸奥守山藩主・松平頼貞の六男。母は松本氏。初名は頼儀、頼軌。
享保11年（1726年）12月22日、松平定儀の養子となる。定儀には2人の男子がいたが、いずれも早世していた。同年12月28日、8代将軍・徳川吉宗に御目見する。享保12年11月18日、定儀の死去により家督を継いだ。同年12月18日、従五位下・越中守に叙任する。寛保元年（1741年）11月1日、陸奥白河に移封される。寛延2年（1749年）12月18日、従四位下に昇進する。
明和7年（1770年）7月12日に死去し、跡を長男・定邦が継いだ。法号は俊徳院殿無誉鎮岩二譲大居士。

## 系譜
父母
- 松平頼貞（実父）
- 松本氏 - 側室（実母）
- 松平定儀（養父）

正室、継室
- 幾姫 - お菟、松平定儀の養女、松平定逵の娘（正室）
- 烏丸光栄の娘（継室）

子女
- 松平定邦（長男）生母は継室
- 松平賢之助
- 真田幸弘正室